# DJ Danger Mouse

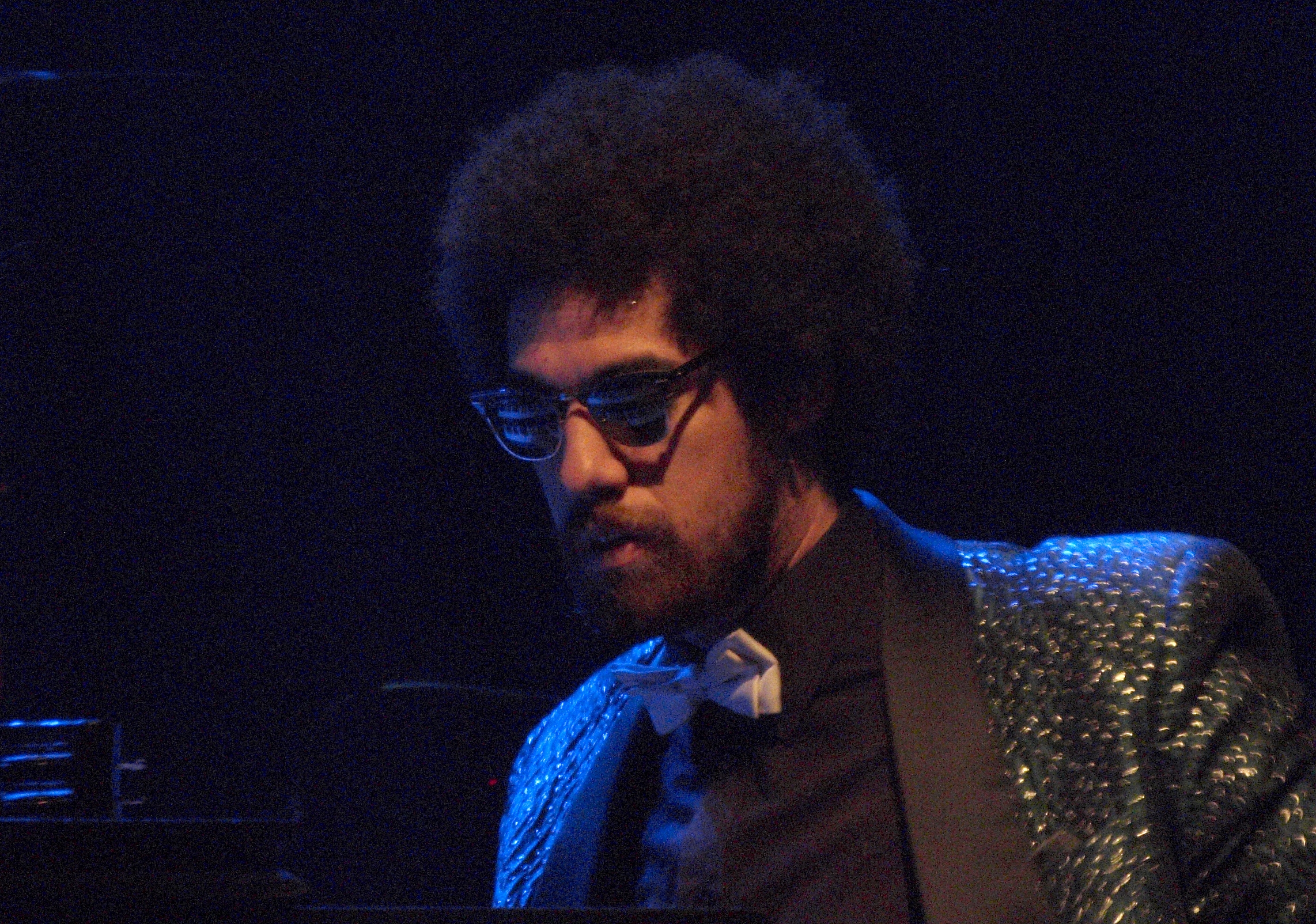
Danger Mouse im August 2008

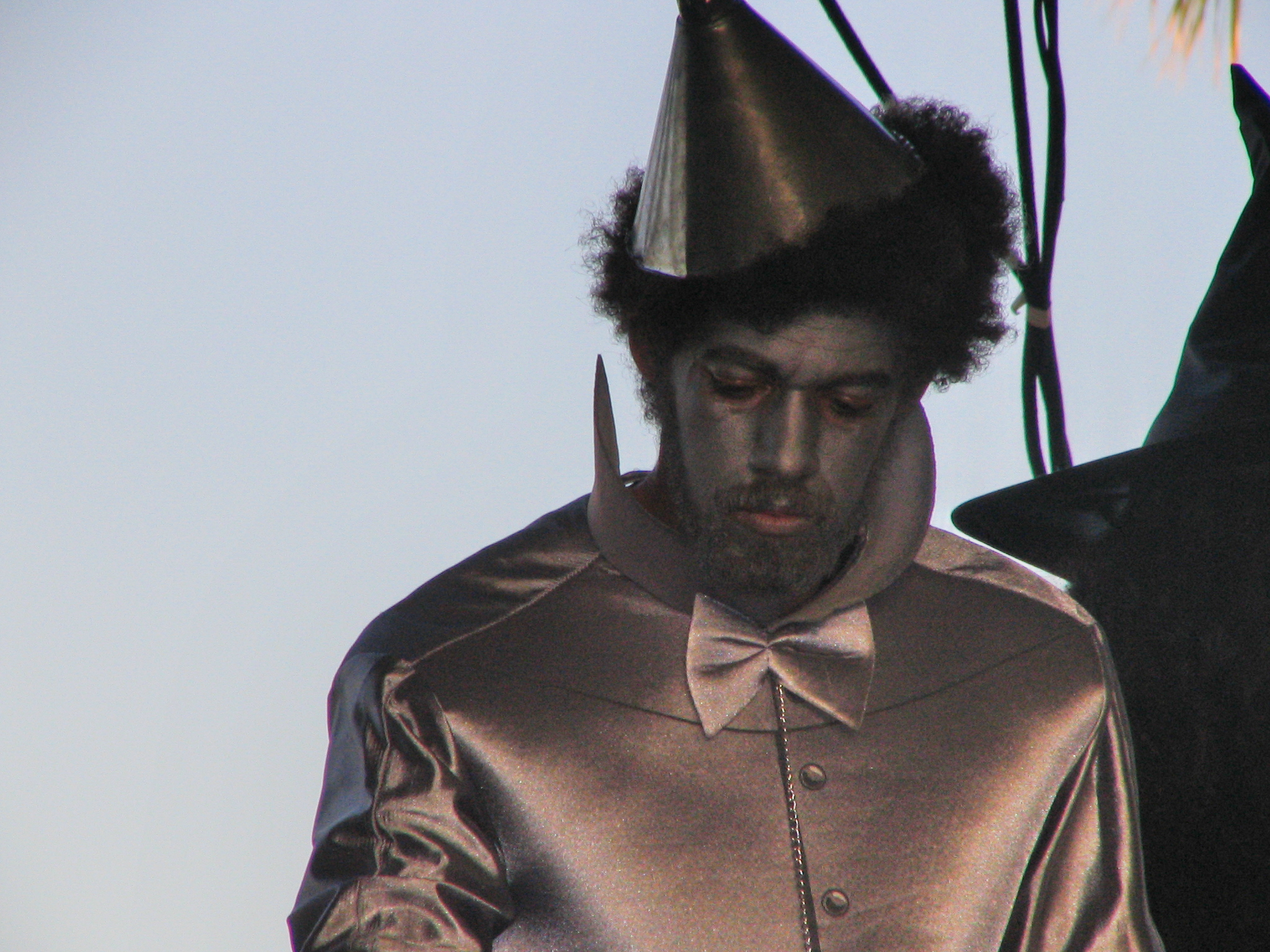
Danger Mouse bei einem Auftritt von Gnarls Barkley am 30. April 2006 als „The Tin Man“

Brian Joseph Burton (* 29. Juli 1977 in White Plains, New York), bekannt als DJ Danger Mouse, ist ein Musikproduzent und Musiker.

## Veröffentlichungen
Burton wurde 2004 als Schöpfer des Mashup-Albums The Grey Album bekannt, auf dem er Musik von Jay-Z mit den Beatles mischte. Obwohl das Album nicht zur offiziellen Veröffentlichung gedacht war und nur unter der Hand als CD-R und als Download von Burtons Website Verbreitung fand, rief es größere Aufmerksamkeit hervor und wurde wohlwollend rezensiert.
Bereits 2003 hatte Burton gemeinsam mit dem Rapper Jemini das Album Ghetto Pop Life veröffentlicht. Im Dezember 2004 wurde seine Mitwirkung als Produzent am Album Demon Days der Gorillaz bekanntgegeben, das im Mai 2005 erschien. Er produzierte auch ein weiteres Projekt von Damon Albarn: The Good, the Bad and the Queen. Des Weiteren veröffentlichte er im Oktober 2005 mit MF Doom unter dem Namen DangerDoom das Album The Mouse & The Mask.
Mit dem Sänger CeeLo Green veröffentlichte er als Gnarls Barkley am 19. Mai 2006 ein neues Album mit Namen St. Elsewhere. In Großbritannien sorgte der Song Crazy von Gnarls Barkley für Aufsehen, da er die Spitze der Charts erreichte, obwohl er nur im Internet heruntergeladen werden konnte.
2010 erschien in Zusammenarbeit mit Sparklehorse das Album Dark Night of the Soul – aufgrund eines Rechtsstreits mit über einem Jahr Verzögerung. Nachdem 2009 das bereits fertige Album geleakt wurde sowie das Ende des Rechtsstreits nicht abzusehen war, machte Danger Mouse erneute Schlagzeilen, als er das Album verkaufte, allerdings ohne fertigen Tonträger; die darin enthaltene CD-R sei aus rechtlichen Gründen leer und nach eigenem Ermessen zu verwenden.
2017 produzierte er mit u. a. Angel Olsen, Norah Jones und Beck unter dem Titel Resistance Radio einen fiktiven Soundtrack zur Fernsehserie The Man In The High Castle im Stil der 1960er Jahre.
Burtons Künstlername stammt von der britischen Zeichentrickserie Danger Mouse.

## Diskografie
Alben
- 2003: Ghetto Pop Life (mit Jemini)
- 2004: The Grey Album (Jay-Z vs. The Beatles)
- 2005: Demon Days (von Gorillaz, als Produzent)
- 2006: Pieces Of The People We Love (von The Rapture)
- 2006: Dreamt For Light Years In The Belly Of A Mountain (von Sparklehorse)
- 2007: From Man To Mouse
- 2007: The Good, the Bad & the Queen (von The Good, the Bad & the Queen)
- 2008: Attack & Release (von The Black Keys, als Produzent)
- 2008: Replica Sun Machine (von The Shortwave Set)
- 2008: The Blue God (von Martina Topley-Bird)
- 2008: Modern Guilt (von Beck)
- 2009: The Last Laugh (von Joker’s Daughter)
- 2009: Dark Night of the Soul (zusammen mit Sparklehorse, 100+ Seitiges Buch + leere CD-R – Limitiert auf 5000 Stück)
- 2010: Dark Night of the Soul (zusammen mit Sparklehorse, reguläre CD-Veröffentlichung)
- 2010: Brothers (von The Black Keys, als Produzent)
- 2011: Rome (zusammen mit Daniele Luppi, Gastauftritte von Jack White und Norah Jones)
- 2011: El Camino (von The Black Keys, als Produzent)
- 2012: Little Broken Hearts (von Norah Jones, als Produzent)
- 2013: Evil Friends (von Portugal. The Man, als Produzent)
- 2014: Turn Blue (von The Black Keys, als Produzent)
- 2014: Songs Of Innocence (von U2, als Produzent)
- 2016: The Getaway (von Red Hot Chili Peppers, als Produzent)
- 2016: Love & Hate (von Michael Kiwanuka, als Produzent)
- 2019: Lux Prima (zusammen mit Karen O)
- 2022: Cheat Codes (zusammen mit Black Thought von The Roots)

Pelican City
- 1999: The Chilling Effect
- 2000: Rhode Island
- 2002: Pelican City vs. Scanner EP

Gnarls Barkley (mit CeeLo Green)
- 2006: St. Elsewhere
- 2008: The Odd Couple

Danger Doom (mit MF Doom)
- 2005: The Mouse & The Mask
- 2006: Occult Hymn EP

Broken Bells (mit James Mercer von The Shins)
- 2010: Broken Bells
- 2014: After the Disco
- 2022: INTO THE BLUE

## Auszeichnung
- 2014: Golden Globe Award für den Besten Filmsong: „Ordinary Love“ aus Mandela – Der lange Weg zur Freiheit (zusammen mit Bono, The Edge, Adam Clayton, Larry Mullen, Jr.)